# Pompeia de magistratibus bithyniorum
La lex Pompeia de magistratibus bithyniorum va ser una antiga llei romana que ordenava que no pogués ser magistrat curul ni senador cap persona menor de 30 anys; que els que obtenien magistratures podien disposar d'un seient al senat; que no es podia demanar diners per entrar al senat als decurions elegits pels censors; que els senadors podien ser apartats del seu càrrec pels censors; i que les ciutats de Bitínia tenien la facultat d'admetre com a ciutadans a qualsevol persona que fos natural d'alguna de les ciutats del seu territori.